# مرلت
مرلت (به فرانسوی: Merlette) یک منطقهٔ مسکونی در فرانسه است که در سن بارتلمی در کارائیب واقع شده‌است.